# 김지현 (앵커)
김지현(1991년 12월 30일 ~ )은 대한민국의 전 JIBS 아나운서이다.

## 경력
- 2017년 JIBS 아나운서
- 온미디어 웨더케스터

## 과거 진행 프로그램
- JIBS 8 뉴스